# Альошин Георгій Васильович
Георгій Васильович Альошин (нар. 10 березня 1931, місто Красноярськ, тепер Російська Федерація — 4 травня 2011, місто Новосибірськ, Російська Федерація) — радянський діяч, 1-й секретар Новосибірського міського комітету КПРС, 2-й секретар ЦК КП Естонії. Член Бюро ЦК КП Естонії в 1985—1990 роках. Кандидат у члени ЦК КПРС у 1986—1990 роках. Депутат Верховної ради Російської РФСР 10—11-го скликань. Депутат Верховної ради Естонської РСР 11-го скликання. Депутат Верховної Ради СРСР 11-го скликання.

## Життєпис
У 1954 році закінчив Томський електромеханічний інститут інженерів залізничного транспорту.
З 1954 року — помічник машиніста електровоза, майстер, начальник випробувальної станції локомотивного депо станції Інська Західно-Сибірської залізниці.
У 1956—1958 роках — 2-й, 1-й секретар Первомайського районного комітету ВЛКСМ міста Новосибірська.
Член КПРС з 1957 року.
У 1958—1959 роках — заступник секретаря, у 1959—1962 роках — секретар партійного комітету локомотивного депо станції Інська Західно-Сибірської залізниці.
У 1962—1964 роках — 2-й секретар Первомайського районного комітету КПРС міста Новосибірська. У 1964—1973 роках — 1-й секретар Первомайського районного комітету КПРС міста Новосибірська.
У 1973—1979 роках — 2-й секретар Новосибірського міського комітету КПРС.
У 1979—1985 роках — 1-й секретар Новосибірського міського комітету КПРС.
У 1985 році — інспектор ЦК КПРС.
4 грудня 1985 — 25 березня 1990 року — 2-й секретар ЦК КП Естонії.
З 1990 року — на пенсії в місті Новосибірську. Деякий час очолював Консультативну раду Новосибірського обласного комітету КПРС.

## Нагороди і звання
- два ордени Трудового Червоного Прапора
- орден «Знак Пошани»
- орден «Партійна доблесть» (КПРФ, Росія)
- медалі